# NU 자야마치

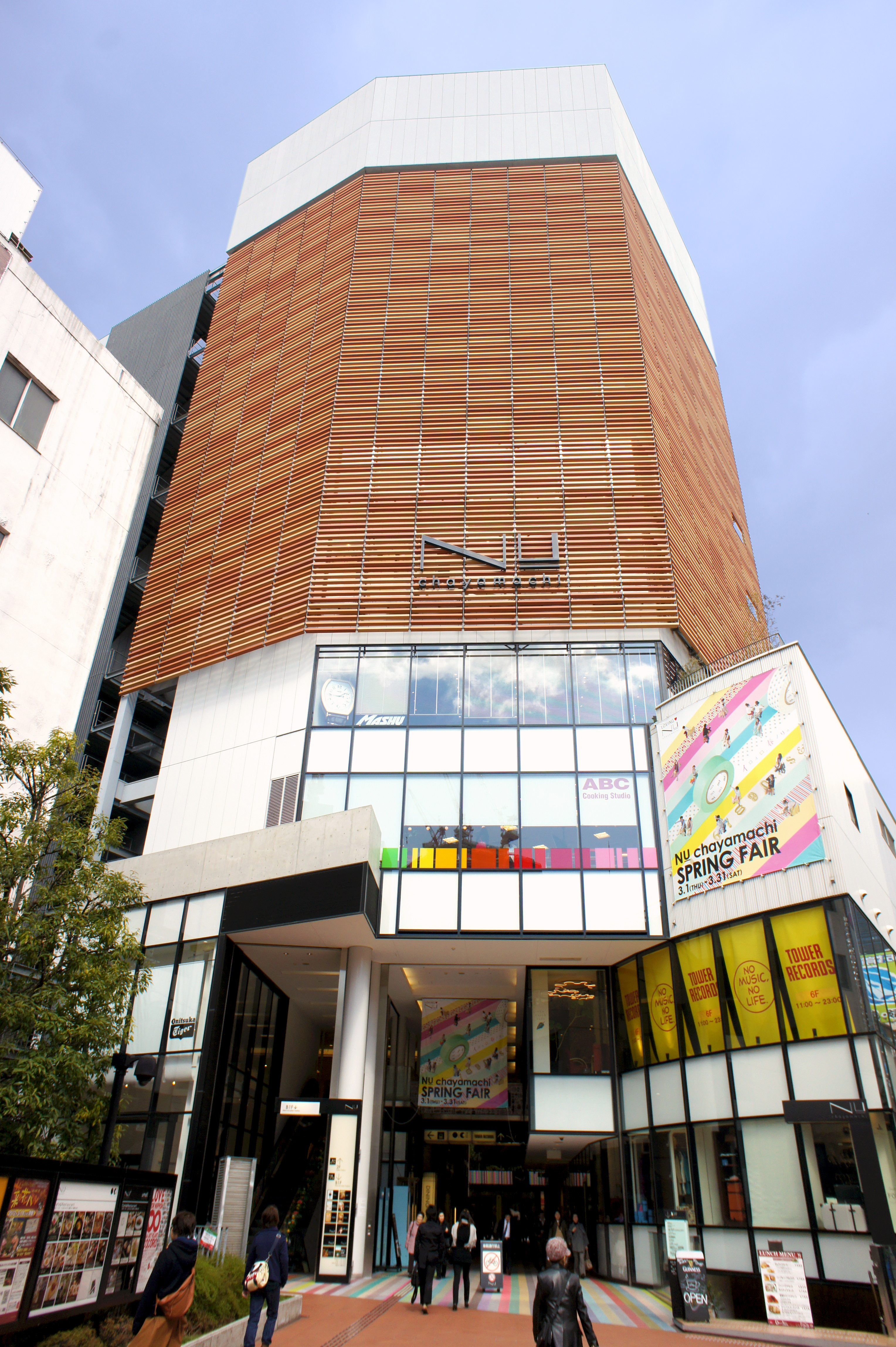
NU 자야마치

NU 자야마치(일본어: -茶屋町, 영어: NU chayamachi)는 한큐 전철이 경영하는 패션 빌딩 중 하나이다. 오사카부 오사카시 기타구 자야마치 통칭 한큐촌으로 불리는 지역에 소재한다. NU는 영어로 북쪽을 나타내는 North의 앞머리와 우메다의 영어 스펠링인 Umeda의 머리 글자에서 유래한다.